# Pietro della Vedova
Pietro della (o dalla) Vedova (Rima, 1831 – Torino, 17 dicembre 1898) è stato uno scultore e architetto italiano.

## Biografia
Trascorsi i primi anni d'apprendistato in famiglia, iniziò gli studi a Monaco di Baviera, presso la locale Accademia di belle arti, poi si trasferì poi all'Accademia Albertina di Torino. Qui dal 1857 al 1862 fu allievo di Vincenzo Vela, succedendogli poi nella cattedra di scultura.
Operò in particolar modo in Piemonte (a Torino realizzò alcune case in stile liberty nell'odierno quartiere Cit Turin, tra le quali anche quella nella quale stabilì il proprio laboratorio al numero 25 di via Pietro Bagetti) e in Lombardia, realizzando in particolare opere per i cimiteri monumentali ma anche per edifici pubblici, ma non mancarono le commesse dall'estero: Austria, Francia, Perù, Stati Uniti, Svizzera, Ungheria. A lui è dedicato l'omonima gipsoteca, che raccoglie per lo più gessi delle sue opere.

### Concorsi
- Torino, 1857, Concorso annuale, Quarto concorso, Figura in rilievo dal vero vestita e panneggiata in creta: Cristo alla colonna, 1º Premio Medaglia del valore di 300 lire;
- Torino, 1858, Concorso annuale, Scultura, Secondo concorso, Bassorilievo: Accademia nuda dal vero, Menzione onorevole;
- Torino, 1859, Concorsio triennale, Scultura, Statua: Gaio Mario seduto sulle rovine di Cartagine nell'atto di rispondere al littore, Premio medaglia d'oro del valore di 700 lire.

### Esposizioni
- Torino, 1858, Promotrice delle Belle Arti, Galileo, statuetta in marmo;
- Torino, 1861, Promotrice delle belle Arti, Ritratto d'uomo, statua in gesso;
- Torino, 1862, Promotrice delle belle Arti, Cristo nell'orto, statua in gesso, Contadina romana, statuetta in marmo da un modello di Giuseppe Pecciola, Ritratto d'uomo, busto in gesso, e Ritratto d'uomo, busto in gesso;

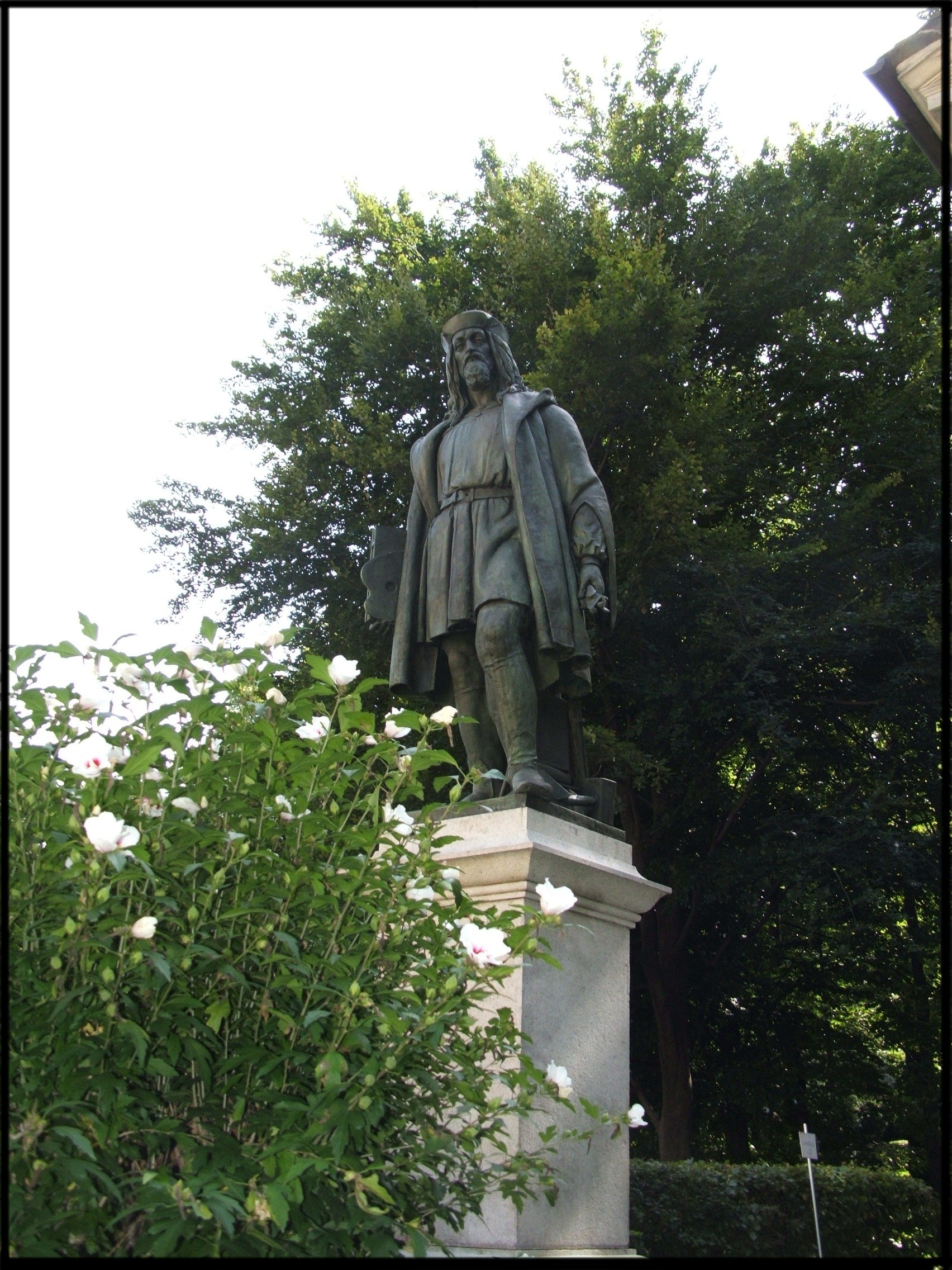
Varallo: Monumento a Gaudenzio Ferrari

- Torino, 1865, Promotrice delle Belle Arti, Vittoria Colonna, busto in marmo;
- Dublino, 1865, International Exhibition, Cristoforo Colombo, busto colossale in marmo e Cristo nell'orto, statua in gesso;
- Torino, 1866, Promotrice delle Belle Arti, Cristoforo Colombo, busto colossale in marmo, Dante e Virgilio, gruppo colossale in gesso, Luigi Felice Rossi, busto in marmo, e Massimo d'Azeglio, busto in marmo;
- Torino, 1867, Promotrice delle Belle Arti, Cristo in croce, scultura in avorio;
- Firenze, 1867, Promotrice delle Belle Arti, Massimo d'Azeglio, busto in marmo e Cristo in croce in avorio[1].

### Opere
- Monumento funebre di Maria Vittoria dal Pozzo (1876-'78) e due Angeli e drappeggio marmoreo del Monumento di Maria Adelaide d'Asburgo (1879) nella Cripta delle Regine della Basilica di Superga a Torino
- Statua dell'Industria per la facciata di Palazzo Carignano, Torino
- busto di Cristoforo Colombo collocato nello scalone di Palazzo Reale a Torino
- sarcofago monumentale di Monsignor Ricardi di Netro, Cimitero monumentale di Torino
- Tomba dei fratelli Canti, Cimitero monumentale di Torino
- Tomba del Arcivescovo di Torino Alessandro Ottaviano Riccardi di Netro, Cimitero monumentale di Torino
- Tomba dei fratelli Domenico e Carlo Promis, Cimitero monumentale di Torino
- Tomba Dettoni, Cimitero monumentale di Torino
- monumento a Gaudenzio Ferrari, Varallo
- statua di Napoleone III, Ligornetto
- monumento al generale Giacomo Antonini, Varallo
- monumento al benefattore Giuseppe Consul, Regio Istituto di Riposo per la Vecchiaia, Torino